# Nationalpark Lemmenjoki

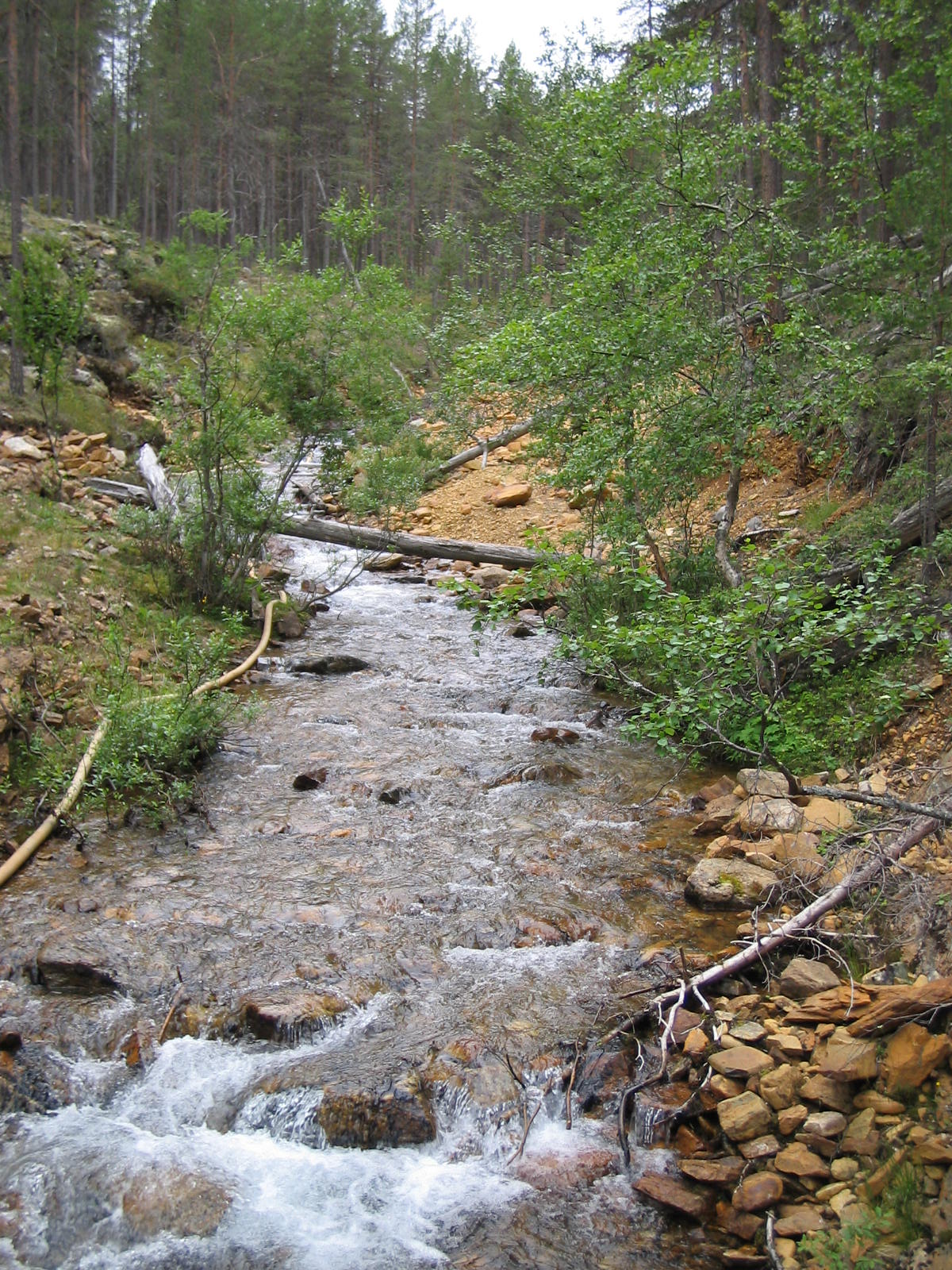
Nahe der Quelle des Lemmenjoki

Der Nationalpark Lemmenjoki, originalsprachlich finnisch Lemmenjoen kansallispuisto und schwedisch Lemmenjoki nationalpark, ist ein Nationalpark im Norden Finnlands. Er liegt in der Provinz Lappland an der Grenze zu Norwegen größtenteils im Gebiet der Gemeinde Inari, zu einem kleineren Teil in Kittilä. Seinen Namen gibt dem Nationalpark der Fluss Lemmenjoki. Der von der finnischen Forstbehörde Metsähallitus verwaltete Nationalpark wurde 1956 gegründet und zweimal erweitert. Heute ist er mit 2850 km² (mehr als die Fläche Luxemburgs) der größte Nationalpark Finnlands. Auf norwegischer Seite setzt sich der Anárjohka-Nationalpark fort.

## Natur
Der Nationalpark Lemmenjoki gehört zu den größten menschen- und wegelosen Wildnisflächen Europas (ohne Russland). Die Landschaft des Nationalparks wird durch den Fluss Lemmenjoki, der an den Fjells Maarestatunturi und Viipustunturi vorbeifließt, und zahlreichen kleineren Flüssen geprägt. Im Flusstal des Lemmenjoki wachsen Kiefern, anderswo hauptsächlich Birken. In höheren Lagen herrscht eine Tundra-artige Vegetation vor. Die Fichte erreicht im Südteil des Nationalparks die Nordgrenze ihres Verbreitungsgebiets. Außerdem gibt es im Lemmenjoki-Nationalpark ausgedehnte Moorflächen. Im Nationalpark leben größere Populationen von Braunbären, Steinadlern und Elchen, vereinzelt auch Wölfe. Daneben sind im Lemmenjoki-Nationalpark rund 7500 halbdomestizierte Rentiere anzutreffen, deren Haltung eine der traditionellen Erwerbszweige der lokalen Samen ist.

## Besucher

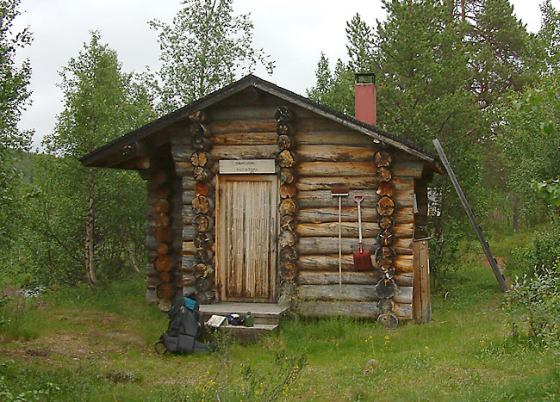
Schutzhütte Oahujoki

Der Nationalpark ist in ein „Basisgebiet“ und ein „Wildnisgebiet“ eingeteilt. Im Basisgebiet befindet sich ein 60 km langes Netz von Wanderwegen mit speziell ausgewiesenen Feuerstellen. Im Wildnisgebiet gibt es keine ausgewiesenen Wanderwege. In kleineren Schutzgebieten darf man sich nur eingeschränkt auf markierten Pfaden bewegen. Den Besuchern stehen im Nationalpark Schutzhütten zur Verfügung. Im Dorf Njurkalahti gibt es ein Naturzentrum und einen 4,5 km langen Naturpfad.

## Geschichte
Bis ins 19. Jahrhundert lebten im Tal des Lemmenjoki Waldsamen, die mittels Fallgruben die wilden Waldrentiere bejagten. Nachdem das Waldrentier im 19. Jahrhundert ausgestorben war, verbreitete sich die Rentierzuchtkultur in das Gebiet. Zugleich entstand erstmals eine sesshafte Besiedlung in Dörfern wie Njurkulahti, die heute noch vornehmlich von der Rentierzucht leben.
Schon Anfang des 19. Jahrhunderts war am Lemmenjoki Gold gewaschen worden. Nach dem Zweiten Weltkrieg setzte in den 1940er Jahren ein regelrechter Goldrausch mit über 100 Claims ein. Bis heute wird im Nationalpark Gold gewaschen, mittlerweile auch mit maschinellen Methoden.